# Acer pseudosieboldianum
Acer pseudosieboldianum är en kinesträdsväxtart. Acer pseudosieboldianum ingår i släktet lönnar, och familjen kinesträdsväxter.

## Underarter
Arten delas in i följande underarter:
- A. p. pseudosieboldianum
- A. p. takesimense